# Ланда, Мариасун
Мариасун Ланда (исп. Mariasun Landa; родилась в 1949 в г. Рентерия, Страна Басков, Испания) — баскская писательница для детей и юношества. Самая переводимая из современных баскских писателей.

## Биография
Закончила философский факультет в Париже в 1973 году и факультет философии и словесности в Валенсийском университете. Несколько лет работала учителем в школе, а также в службе баскского правительства по «баскизации» преподавательского состава. На данный момент работает ординарным профессором дидактики по литературе в университетской школе профессуры г. Сан-Себастьян. Член Академии Наук, Искусств и Словесности Страны Басков.
Сотрудничала со множеством баскских газет и журналов, но её деятельность главным образом сосредоточена на детской и юношеской литературе на баскском языке. Автор более тридцати книг для детей и юношества, большинство из них переведены на языки Испании (кастильский, каталанский, галисийский) и на иностранные языки.
Обладатель множества премий, в том числе главных баскских литературных премий: премии Лисарди для детской литературы на баскском языке (1982) и премии Эускади детской и юношеской литературы (1991), а также премии издателей на баскском языке (2004).
Её книги в 1992 и в 2006 гг. были включены в почетный лист Международного совета по детской литературе (англ. International Board on Books for Young People — IBBY). В 2008 г. была номинирована на международную Премию имени Х. К. Андерсена (считающуюся «Нобелевской премией по детской литературе»), которую присуждает тот же совет.
В 2001 году книга Мариасун Ланда была включена в ежегодный список заслуживающих внимания детских книг White Ravens , который составляет знаменитая Международная юношеская библиотека г. Мюнхена.
В 2003 г. получила национальную испанскую премию детской и юношеской литературы от Министерства культуры Испании.

В 2004 г. Мэрией Сан-Себастьяна награждена Медалью за гражданские заслуги.
В 2007 г. опубликовала автобиографический роман «Праздник в комнате рядом».
В 2011 г. пятью баскскими учреждениями (Ассоциацией издателей на баскском языке, Союзом Писателей, Ассоциацией устных и письменных переводчиков и корректоров, профессиональной Ассоциацией иллюстраторов Страны Басков и Баскской организацией детской и юношеской литературы) ей присуждена премия Dabilen Elea в знак признания её выдающихся заслуг в баскской словесности.
Писать начала с ранней юности. Если ранние книги Ланда были написаны под явным влиянием «фантастики» Джанни Родари, то впоследствии в творчестве писательницы появляются другие направления. В частности, её книги отличает особый абсурдный юмор. Мариасун Ланда также пишет об одиночестве и страдании, считая, что с детьми нельзя сюсюкать, а надо говорить на серьёзные темы. Более всего из её книг отмечены критикой и наградами книги «Крокодил под кроватью» и «Слон с сердцем птички».
В 2011 году была в Москве на презентации своей книги «Крокодил под кроватью» и прочитала о ней лекцию в Институте Сервантеса.